# Bobi Wine: The People’s President
Bobi Wine: The People’s President ist ein US-amerikanisch-britisch-ugandischer Dokumentarfilm aus dem Jahr 2022 von Christopher Sharp und Moses Bwayo.

## Handlung
Der Dokumentarfilm folgt dem in den Slums von Kampala geborenen ugandischen Oppositionsführer, ehemaligen Parlamentsabgeordneten, Aktivisten und Rap-Superstar Bobi Wine, der im Kampf gegen das Regime von Yoweri Museveni sein Leben riskiert. Dabei wird er von seiner Frau Barbie Kyagulanyi unterstützt, die sich als Aktivistin für Frauenrechte einsetzt. Museveni ist seit 1986 an der Macht und hat die ugandische Verfassung ändern lassen, um für eine weitere fünfjährige Amtszeit kandidieren zu können. Bobi Wine, der nun bei der Präsidentschaftswahl 2021 antritt, nutzt seine Musik, um das diktatorische Regime anzuprangern und seine Lebensaufgabe zu unterstützen, den unterdrückten Menschen in Uganda eine Stimme zu verleihen. In diesem Kampf muss er es auch mit der Polizei und dem Militär des Landes aufnehmen, die sich nicht scheuen, Gewalt und Folter anzuwenden, um ihn und seine Anhänger einzuschüchtern und zum Schweigen zu bringen.

## Veröffentlichung
Der Film trug ursprünglich den Titel Bobi Wine Ghetto President, mit dem er am 1. September 2022 bei den Internationalen Filmfestspielen von Venedig seine Weltpremiere feierte. In den Jahren 2022 und 2023 folgten weitere Aufführungen bei verschiedenen internationalen Filmfestivals. Ab dem 28. Juli 2023 war Bobi Wine zudem in ausgewählten US-amerikanischen Kinos zu sehen. Im Vereinigten Königreich und in Irland startete der Film am 1. September 2023 in den Kinos.

## Rezeption
Cath Clarke beschreibt Bobi Wine in seiner Kritik für The Guardian als intimes Porträt des „Ghetto-Präsidenten“, verbunden mit immer schockierenderen Bildern, als seine Bewegung unter Beschuss gerät. Auch hebt er den Mut der Filmemacher hervor, die mitten im Geschehen sind, um die erschreckenden Bilder einzufangen. Insgesamt sei der Film „ernüchternd“.
Glenn Kenny von der New York Times zeigte sich kritischer und argumentierte, dass die offensichtliche Bewunderung der Filmemacher für Wine nicht immer zu Gunsten des Filmes wirkte. Auch hätte der Film von einem strafferen Schnitt profitiert. Nichtsdestotrotz sei Bobi Wine ein in großen Teilen faszinierendes Porträt.
Bei Rotton Tomatoes erreichte Bobi Wine bei 35 Kritiken 100 % auf dem Tomatometer sowie 83 % bei der Zuschauerbewertung. Metacritic vergab bei 12 Kritiken 71 von 100 Punkten, was einer Bewertung als „allgemein positiv“ entspricht.

## Auszeichnungen
British Independent Film Awards 2023
- Nominierung in der Kategorie Bester Dokumentarfilm
- Nominierung in der Kategorie Bester Schnitt

IDA Documentary Awards 2023
- Auszeichnung in der Kategorie Best Feature Documentary

British Academy Film Awards 2024
- Nominierung in der Kategorie Bestes Debüt eines britischen Drehbuchautors, Regisseurs oder Produzenten

Oscarverleihung 2024
- Nominierung in der Kategorie Bester Dokumentarfilm